# Valongo de Milhais
Valongo de Milhais es una freguesia portuguesa situada en el municipio de Murça. Según el censo de 2021, tiene una población de 265 habitantes.